# Swinstead
Swinstead är en ort och civil parish i Storbritannien.   Den ligger i grevskapet Lincolnshire och riksdelen England, i den sydöstra delen av landet, 140 km norr om huvudstaden London. Swinstead ligger 73 meter över havet och antalet invånare är 247.
Terrängen runt Swinstead är platt, och sluttar österut. Runt Swinstead är det ganska tätbefolkat, med 139 invånare per kvadratkilometer. Närmaste större samhälle är Grantham, 16,8 km nordväst om Swinstead. Trakten runt Swinstead består till största delen av jordbruksmark.